# Eukrohnia fowleri
Eukrohnia fowleri is een soort in de taxonomische indeling van de pijlwormen. De worm is langwerpig (torpedovormig) en bedekt met een cuticula. Het lichaam bestaat uit een kop, een lijf en een staart. Aan de zijkanten van de kop bevinden zich enkele haakvormige stekels, die de mond omsluiten en dienstdoen als grijporgaan voor prooien. Verder is de pijlworm carnivoor. Eukrohnia fowleri is een van de twee pijlwormsoorten die bioluminescente organen in hun vinnen bezit.
Het dier behoort tot het geslacht Eukrohnia en behoort tot de familie Eukrohniidae. De wetenschappelijke naam van de soort werd voor het eerst geldig gepubliceerd in 1909 door Ritter-Záhony.